# بمباران برلین در جنگ جهانی دوم
بمباران برلین در جنگ جهانی دوم اشاره به مجموعه‌ای از حملات هوایی به پایتخت آلمان در طول جنگ جهانی دوم بین سال‌های ۱۹۴۰ تا ۱۹۴۵ دارد که توسط نیروهای هوایی کشورهای متفق انجام گرفت.

## گاهشماری
جنگ جهانی دوم روز ۱ سپتامبر ۱۹۳۹ با حمله آلمان به لهستان آغاز شد. نیروی هوایی لهستان با ۷۰۰ هواگرد عملیاتی که بیشتر آن‌ها از گونه‌های قدیمی بودند، تهدید جدی برای آلمان به حساب نمی‌آمد. با این وجود گفته می‌شود اواخر بعد از ظهر روز نخست جنگ دو هواگرد لهستانی با برخاستن از پایگاه پایگاه هوایی ناحیه پوزن، اقدام به پرواز شناسایی بر فراز برلین، پایتخت آلمان کرده‌اند. البته احتمالاً به جهت بی‌تاثیر بودن آن‌ها، اطلاعات رسمی چندانی در این باره در دست نیست. تنها اشاره‌ای که به این رویداد می‌توان یافت در اسناد پایگاه مرکزی سازمان آتش‌نشانی براین است. به هر حال ساعت ۶:۳۰ بعد از ظهر همان روز آژیر خطر حمله هوایی برای نخستین بار در برلین به صدا درآمد و نیم ساعت ادامه داشت. این که این دو هواگرد لهستانی چگونه و تا کجا پیش رفته‌اند روشن نیست. گزارش آلمانی‌ها بیان‌گر این است که دو هواگرد تا حومه شرقی برلین رسیده‌اند. پنداشته می‌شود این تنها عملیات هوایی لهستانی‌ها در داخل خاک آلمان بوده است.
با وجود این که هیچ قانون بین‌المللی تا این زمان در زمینه جنگ هوایی وجود نداشت، آلمان و دشمنانش در ابتدای جنگ به شکل متقابل از حملات هوایی به اهداف غیرنظامی و غیر مرتبط به جنگ در خاک یکدیگر خودداری می‌کردند. به هر حال نیروی هوایی بریتانیا از همان آغاز گونه دیگری از عملیات‌های هوایی را برفراز شهرهای آلمان به اجرا می‌گذاشت که بیشتر آن‌ها شامل ریختن اعلامیه بود. اواخر ماه سپتامبر سال ۱۹۳۹ اسکادران ۱۰ فرماندهی بمب‌افکن نیروی هوایی بریتانیا دستور گرفت با چهار بمب‌افکن دو موتوره ویتلی مأموریت پخش اعلامیه را صورت دهد. شرایط آب‌وهوایی چندان مناسب نبود اما بریتانیایی‌ها در موعد مقرر به این مأموریت عمل کردند. بدین منظور، در نخستین مورد، چهار بمب‌افکن ویتلی عصرگاه روز ۱ اکتبر از پایگاه هوایی دیشفورث در یورک‌شر شمالی به هوا خاستند. سه فروند از بمب‌افکن‌ها با موفقیت بار برگه‌های خود را روی برلین خالی کردند. بمب‌افکن چهارم به دلایل نامعلوم از مسیر اصلی منحرف شد و برگه‌ها را در دانمارک خالی کرد. نزد عده‌ای، این نخستین نقض بی‌طرفی دانمارک از طرف بریتانیا تلقی شده است. هواگردهایی که به برلین رسیدن دفاع هوایی آلمان را ناچیز گزارش کردند. با این وجود تنها سه فروند از چهار فروند بمب‌افکن بریتانیایی حاضر در این عملیات توانست به پایگاه بازگردد. یکی از بمب‌افکن توسط آتش ضدهوایی یا جنگنده‌های آلمانی سرنگون شد. اثر گذاری چنین عملیات‌های پخش اعلامیه‌ای مورد تردید بوده است. با این وجود گفته می‌شود بریتانیایی‌ها از تجربیات آن برای آماده‌سازی تهاجم راهبردی هوایی آینده خود استفاده کردند.

## نخستین بمباران‌های برلین
۷ ژوئن ۱۹۴۰

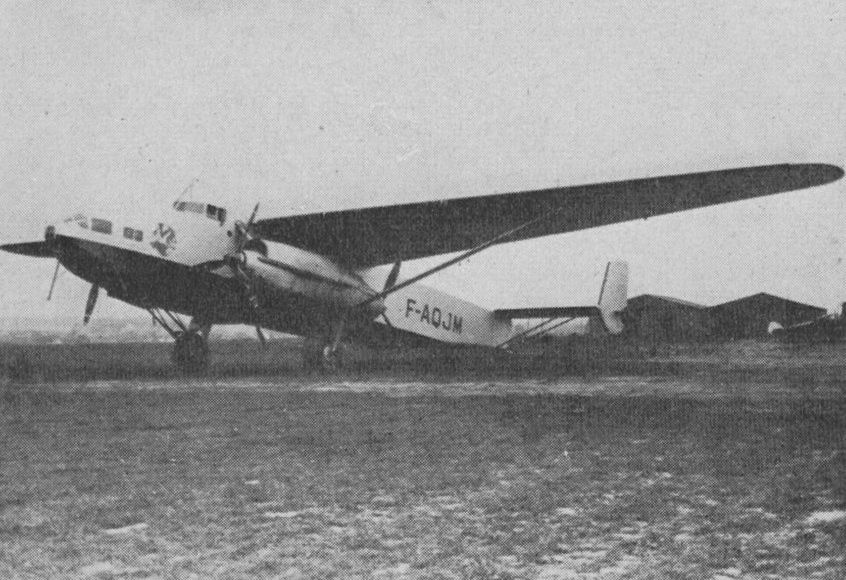
یک هواگرد فارمن اف. ۲۲۳٫۴

یک بمب‌افکن فرانسوی نخستین بمباران متفقین علیه برلین را انجام داد. در این مورد، روزهای پایانی کارزار فرانسه، یک بمب‌افکن بردبلند فارمن اف. ۲۲۳٫۴ نیروی هوایی فرانسه، به نام «ژول ورن»، ساعت ۳:۳۰ بعد ظهر روز ۷ ژوئن سال ۱۹۴۰ از پایگاه هوایی بوردو-مرینیاک به هوا برخاست و راه کانال مانش را پیش گرفت. هواگرد پس از گذر از کانال، به سمت دریای شمال رفت و سپس رو به شرق به سمت دانمارک چرخید. ژول ورن با گذر از فراز دانمارک به دریای بالتیک رسید. در حدود غروب آفتاب از نزدیکی اشتتین به سمت جنوب چرخش کرد و وارد خاک آلمان شد. هدف آن برلین بود. اندکی پیش از نیمه‌شب صدای آزیر خطر در برلین به صدا درآمد و خاموشی کامل در شهر برقرار شد. هواگرد فرانسوی محموله کوچک بمب‌های خود را بر روی برلین ریخت؛ سپس به سمت لایپتسیش رفت. در تمامی این مدت هیچ برخوردی با هواگردهای آلمانی صورت نگرفت. ژول ورن با گذر از فرانکفورت، به سمت جنوب غربی، با حداکثر سرعت ممکن به طرف مرز فرانسه رفت و بدون بروز هیچ حادثه‌ای، ساعت ۵ بامداد روز ۸ ژوئن در پاریس فرود آمد.
فرانسوی‌ها روز ۱۰ ژوئن با صدور بیانیه‌ای اعلام کردند «یک آرایش» از نیروی هوایی فرانسه به‌شکل موفقیت‌آمیزی برلین را بمباران کرده است و هدف از آن تلافی بمباران روز ۳ ژوئن پاریس توسط آلمانی‌ها بوده است. میزان خسارت وارد آمده در اثر این بمباران قابل برآورد نیست ولی به هر صورت نمی‌توانست قابل توجه باشد.
۲۲ ژوئن ۱۹۴۰
یک هواگرد متفقین شب ۲۲ ژوئن سال ۱۹۴۰ چند بمب آتش‌زا در منطقهٔ خارج‌شهری بابلسبرک انداختند که هفت را زخمی کرد. دو ماه بعد دو هواگرد بریتانیایی روز ۲۰ اوت وارد حومه هوایی غربی برلین شدند اما هیچ بمب نیداختند.
عمده دلیلی که در این زمان موجب می‌شد برلین در مقیاس زیاد بمباران نشود نبود بمب‌افکن‌های بردبلند مناسب در کشورهای متخاصم بود.

## آغاز حملات هوایی بریتانیایی‌ها
بلافاصله پس از بمباران شبانه لندن توسط لوفت‌وافه در روز ۲۴ اوت سال ۱۹۴۰، فرماندهی بمب‌افکن نیروی هوایی بریتانیا تصمیم به یک عملیات بمباران تلافی‌جویانه علیه برلین گرفت. این نخستین عملیات بمباران ترکیبی بریتانیایی‌ها علیه پایتخت رایش بود که توسط ۸۱ هواگرد از یگان‌های مختلف انجام می‌گرفت. از آن‌جایی که بمب‌افکن‌های همپدن و ولینگتون هواگردهای بردبلند به حساب نمی‌آمدند بدبینی‌هایی نسبت به طرح‌ریزی‌های عملیاتی مطرح بود. برلین در انتهای برد این هواگردها بود و نتیجتاً طول مدت حمله بسیار کوتاه می‌شد.
هواگردهای بریتانیایی برای اجرای این عملیات عصر روز ۲۵ اوت از پایگاه‌های خود به هوا برخاستند. تا پیش از این روز هفت مرتبه هشدار حمله هوایی در برلین صادر شده بود اما هیچ تهدید حقیقی در کار نبود. شب این روز برلین هدف نخست بمباران بزرگ نیروی هوایی بریتانیا قرار گرفت. به هر صورت از ۸۱ هواگرد بریتانیایی به‌هواخاسته تنها تعداد اندکی به ناحیه برلین رسیدند. خلبانان بریتانیایی گزارش از پاسخ شدید دفاع ضدهوایی آلمان دادند که آن‌ها را وادار به حرکات اجتنابی در آسمان می‌کرد. جز برد کوتاه، آتش پرتراکم ضدهوایی‌های برلین اجازه پیشروی بیشتر به آن‌ها نداد. به هر شکل، ۲۹ هواگرد محموله بمب‌های خود را در برلین خالی کرد. نخستین بمب‌ها، در حدود ۲۰ تن، در حومه شمالی برلین فرود آمد. بیشتر بمب‌های آتش‌زا به منطقه راینیکندورف برخورد کرد که خسارت بسیار کمی به بار آمد. در این حال، پوشش متراکم ابر بر فراز شهر سبب شد ۲۷ هواگرد بریتانیایی نتوانند هدف خود را بیابند و با محموله خود به انگلستان بازگردند. شش فروند از این‌ها، پیش از رسیدن به پایگاه هوایی، بمب‌های خود را در دریای شمال انداختند. هجده هواگرد هنگام بازگشت اهداف دیگری را در آلمان بمباران کردند. مجموعاً «تنها» ۲۲ تن بمب آن شب در برلین ریخته شد. مجموعاً هفت هواگرد نتواست به انگلستان بازگردد. یکی را هنگام بازگشت آتش ضدهوایی سرنگون کرد و مابقی در کانال مانش فرود اضطراری داشتند. قایق‌های پرنده خدمه آن‌ها را نجات دادند.

## دفاع هوایی برلین در سال‌های آغازین جنگ
در آغاز جنگ دفاع هوایی برلین شامل آتشبارهای توپ‌های ضدهوایی ۸٫۸ س‌م و یک یگان از بالون مانع بود.
ساختار یگان‌های ضدهوایی برای دفاع هوایی از برلین در آغاز جنگ به ترتیب زیر بود:
فرماندهی دفاع هوایی ۱: (سرتیپ گرهارت هوفمن - دالم)
| - ستاد هنگ ۱۲ ضدهوایی (سرهنگ ورنر پرلبرک - لانکویتس) - گردان ۱ هنگ ۱۲ ضدهوایی (سرهنگ دوم یوهانس هینتس - لانکویتس) - گردان ۳ هنگ ۱۲ ضدهوایی (سرگرد هانس-ویلهلم فیشتر - لانکویتس) | - ستاد هنگ ۲۲ ضدهوایی (سرهنگ کارل زولدنر - براندنبورگ) - گردان ۱ هنگ ۲۲ ضدهوایی (گونتر زاکس - دوبریتس) - گردان ۲ هنگ ۲۲ ضدهوایی (سرهنگ باوئر- براندنبورگ) - گردان ۱ هنگ ۳۲ ضدهوایی (سرهنگ ارنست لوکازیدر - هایلیگنزی) - گردان ۱ هنگ ۵۲ ضدهوایی (سروان اریش روله فون لیلیِنشترن- ماکدبورک) | - ستاد هنگ ضدهوایی گنرال گورینگ (سرهنگ والتر فون آکستهلم - راینیکندورف) - گردان ۱ هنگ ضدهوایی گنرال گورینگ (سروان ورنر هولمان- راینیکندورف) - گردان ۲ هنگ ضدهوایی گنرال گورینگ (سرهنگ دوم والتر فون هیپل - فلتن) - گردان ۳ هنگ ضدهوایی گنرال گورینگ (سرگرد برنهارت فون اوپلن-برونیکوفسکی - راینیکندورف) - گردان ۴ هنگ ضدهوایی گنرال گورینگ (سرگرد رودل - راینیکندورف) |

- یگان ۲ مانع هوایی (بات زاروو)

هدایت و سازماندهی دفاع منطقه کلی هوایی شماره ۳ که ناحیه برلین بزرگ بخشی از آن بود، به سپاه ۱ ضدهوایی تحت امر سرتیپ هوبرت وایزه واگذار شد. قرارگاه فرماندهی، ستاد و ادارات مربوطه در خیابان گالویتس در منطقه شهری لانکویتس در برلین بود.
ماه ژانویه سال ۱۹۴۰ یک گروه شکاری جدید (گروه ۲ جناح ۲۷ شکاری) در ماکدبورک تشکیل شد. مدت کوتاهی بعد این گروه برای دفاع از برلین، به دوبریتس منتقل شد. با توجه به شرایط دشوار زمستانی، ابتدا اسکادران ۶ گروه و سپس تا روز ۲۴ فوریه دیگر اسکادران‌های آن به این مقصد پرواز کردند.
تجهیز توپ‌های ضدهوایی به ادوات بردسنجی رادیویی به زودی آغاز شد. به هر صورت در ابتدا هنوز به تعداد کافی از این ادوات در اختیار نبود. تا پایان سال ۱۹۴۰ تنها ۱۲ آتشبار ضدهوایی در برلین ادوات بردسنجی رادیویی داشتند. به هر حال استفاده از آن بسیار مؤثر بود.
این آرایش‌ها دائماً از منظر نفرات و تجهیزات در حال تغییر بودند. بسیاری از آتشبارها پس مدتی کوتاهی دوباره جابه‌جا می‌شدند. در نقاطی تعداد توپ‌ها کاهش می‌یافت و مواضع کلیدی تقویت می‌شد. با آغاز کارزار فرانسه در ماه سال ۱۹۴۰، جابه‌جایی یگان‌های هوایی شدت بیشتری گرفت. یگان‌هایی مداوما می‌رفتند و می‌آمدند. گروه ۳ جناح ۷۷ شکاری در ابتدا به نبردهای جبهه غربی پیوست و سپس پایان ماه ژوئیه به دوبریتس بازگشت. در این حال گروه ۱ این جناح دوباره به خط مقدم می‌رفت. همان ماه گروه ۱ جناح ۵۲ شکاری چند روز در نویروپین و گروه ۳ این جناح در ورنویشن در نزدیکی برلین بودند.
دفاع ضدهوایی در برلین در آغاز جنگ و سال‌های ابتدایی به اندازه‌ای توانمند بود که بسیاری از حملات هوایی بریتاینایی‌ها را خنثی کند. آتشبارهای ضدهوایی اغلب می‌توانستند هواگردهای بریتانیایی را پیش از موعد وادار به بازگشت کنند. در این حال، خطر حملات هوایی بزرگ به برلین هنوز خیلی جدی نبود و تعداد اندک یگان‌های هوایی مستقر برای دفاع از حریم پایتخت، کار زیادی برای انجام نداشتند. آمدوشد این یگان‌ها بین ناحیه برلین و خط مقدم در فرانسه باعث تازه‌سازی آن‌ها می‌شد.
پس از پایان کارزار فرانسه، یک آتشبار چهار واگنه توپ‌های ضدهوایی ریلی چند ماه در ایستگاه راه‌آهن وانزی مستقر بود. پس از نخستین بمباران در ماه اوت سال ۱۹۴۰، به سرعت تعداد بیشتری آتشبار ضدهوایی ساخته شد. لوفت‌وافه هم چندین یگان ضدهوایی خود را از غرب به برلین منتقل کرد. توان دفاع هوایی برلین به دو اسکادران شکاری شبانه، ۲۹ آتشبار سنگین و ۱۴ آتشبار متوسط یا سبک و ۱۱ سکوی نورافکن رسید.
به هر شکل، با آغاز نبرد بریتانیا در غرب باز هم اسکادران‌های هوایی از ناحیه خارج شدند و به ساحل کانال مانش رفتند. ماه‌های اکتبر و نوامبر سال ۱۹۴۰ دو سپاه ضدهوایی موتوریزه دیگر فرمان گرفتند برای دفاع از آسمان برلین و مرکز آلمان از جبهه غربی به رایش جابه‌جا شوند. تا روز ۸ اکتبر حلقه دفاعی دور پایتخت به ۴ اسکادران شکاری شبانه، ۴۵ آتشبار سنگین و ۲۴ آتشبار متوسط یا سبک ضدهوایی و ۱۸ سکوی نورافکن تقویت شد.
حتی پس از ناکامی نهایی لوفت‌وافه در نبرد هوایی بریتانیا در پایان سال ۱۹۴۱، جبهه‌های رزمی مهم‌تر دیگری نسبت به پایتخت وجود داشت که یگان‌های لوفت‌وافه در آن به‌کار گرفته می‌شدند.
رزم شبانه
در آغاز جنگ عملیات جنگنده‌های شبانه هنوز در لوفت‌وافه توسعه نیافته بود. یگان‌های شکاری شبانه در تابستان سال ۱۹۴۰ ایجاد شدند. با نصب تجهیزات ویژه هواگردهای مسرشمیت ب‌اف ۱۱۰ می‌توانستند صرفاً می‌توانستند پرواز کور بکنند. عملیات‌های نظام‌مند شبانه جنگنده‌ها از ماه ژوئیه سال ۱۹۴۰ تحت نظارت سرهنگ کامهوبر طرح‌ریزی شد. به هر صورت تا اوایل سال ۱۹۴۲ به طول انجامید تا هواگردهای مخصوص عملیات شبانه تحویل یگان‌ها شدند. علاوه بر این در آغاز تجهیزات رهگیری هم در جنگنده‌ها وجود نداشت. رادار لیختنشتاین نخستین ابزاری بود که به خلبانان جنگنده‌های لوفت‌وافه امکان می‌داد در تاریکی شب اهداف خود را «ببینند». این رادار از میانه سال ۱۹۴۱ بر هواگردها نصب شد. رادار ووتسبورک-ریزه با برد ۷۰ کیلومتر ابزار موثرتری بود که در ابتدا در توپ‌های ضدهوایی به‌کار رفت؛ چرا که این تسلیحات هنوز دفاع اصلی هوایی به حساب می‌آمدند.

## بمباران‌های بریتانیایی‌ها

### ۱۹۴۰
۲۹ اوت ۱۹۴۰
بریتانیایی‌ها شب ۲۹ اوت حمله هوایی دیگری علیه برلین ترتیب دادند. هواگردهای بریتانیایی نیم ساعت پس از نیمه‌شب به حومه شهر رسیدند. بیشتر بمب‌های انداخته شده در خیابان کوتبوسر، یکی از متراکم‌ترین نواحی جمعیتی برلین، فرود آمدند. خط قطار شهری و چندین مغازه و آپارتمان در این قسمت تخریب شدند. در اثر نگرانی از بمب‌های عمل‌نکرده یا زمان‌دار، پلیس تمامی ساکنان محله را تخلیه کرد. آژیر خطر حدود ساعت ۳:۲۰ بامداد قطع شد. اعلامیه مطبوعاتی ورماخت‌بریشت روز بعد گزارش از «حمله هوایی هدفمند به مناطق مسکونی» پایتخت در شب گذشته داد که به «کشته وزخمی شدن تعداد زیادی غیرنظامی» منجر شده است. بر اساس تحقیقات بلافاصله، این بمباران ۱۰ کشته و ۲۸ زخمی برجای گذاشت. شمار کشته‌ها در چند روز بعدی به ۱۲ نفر افزایش یافت. متعاقباً حضور در کوچه‌ها و خیابان‌ها در حین هشدار حمله هوایی، اکیداً ممنوع شد. از پایان ماه اوت گروه‌های دو نفره پیوسته محلات شهر را هنگام آزیر هشدار گشت می‌زدند و مراقب نظم شهروندان بودند.
۳۱ اوت ۱۹۴۰
آژیر هشدار پس از نیمه‌شب ۳۱ اوت دوباره به صدا درآمد و یک ساعت فعال بود. این بار هم بمب‌های بریتانیایی در مناطق مسکونی در نویکلن، زیمنسشتات و ناحیه دیگر در مرکز شهر برخورد کردند. در نویکلن دو بمب آتش‌زا روی یک کلیسا و چند بمب آتش‌زای دیگر روی یک بیمارستان دقیقاً روبه‌روی همان کلیسا افتاد. آتش به پا شده به سرعت اطفا شد. برخورد چند بمب انفجاری به یک مرکز درمانی در خیابان لیندن آسیب جدی به این ساختمان وارد آورد. به هر صورت در این بمباران تنها شش نفر زخمی شدند؛ چرا که مردم این بار به موقع و محتاطانه عمل کردند. صبح روز بعد مختصصان لوفت‌وافه یک بمب عمل‌نکرده را در کنار خط قطار شهری در خیابان کوتبوسر خنثی کردند.
۷ سپتامبر ۱۹۴۰
بمباران بی‌نظم شبانه جان چند تن را در مرکز برلین و ناحیه ودینگ گرفت و خسارت زیادی به دارایی‌ها زد.
۱۱ سپتامبر ۱۹۴۰
بریتانیایی‌ها شب ۱۱ سپتامبر منطقه اطراف ناحیه دولتی را هدف قرار دادند. حوالی صبح نخستین بمب نزدیکی ساختمان رایشس‌تاک فرود آمد اما آسیب چندانی نزد. چند بمب در پاریسر پلاتس پشت دروازه براندنبورگ افتاد. چندین ترکش به پایگاه پلیس در مجاورت دوارزه، خورد. به نقل از یک افسر پلیس در اثر انفجارها «میدان مقابل دروازه براندنبورگ همانند روز روشن شد.» بخش‌هایی از خیابان دیپلماتیک اونتر دن لیندن نیز تأثیر گرفت. شش بمب آتش‌زا به سفارت ایالات متحده آسیب زد و چند اتاق آن را به آتش کشید. آتش‌سوزی‌هایی هم در خانه مهندسی، دانشکده هنر و بیمارستا زانکت هِدویش به پا شد. در مجموع این بمباران تلفات نسبتاً کم بود و پنج نفر کشته و چند نفر زخمی شدند. یکی از هواگردهای مهاجم با شلیک ضدهوایی و یکی دیگر هنگام بازگشت توسط یک جنگنده شبانه سرنگون شد.
این بار خاموشی سختگیرانه‌تری در شهر اعمال شد. رئیس پلیس پایتخت وولف-هاینریش فون هلدورف مردم شهر را عموماً پایبند به نظم و تابع فرامین دانشت. با سهل‌انگاران نسبت به تهمیدات حفاظت در برابر حمله هوایی با شدت بیشتری برخورد شد.
تعیین اهداف بمباران‌های بریتاینا علیه برلین
در این حال سیاست‌مداران بریتانیایی خواهان تشدید حملات هوایی نیروی هوایی بریتانیا علیه برلین بودند. نیروی هوایی بریتانیایی در این باره مردد بود و می‌خواست تا تابستان سال ۱۹۴۱ صبر کند. بریتانیایی‌ها برای بمباران برلین می‌بایست پنج برابر مسافتی را طی می‌کردند که آلمانی از پایگاه‌های خود در شمال فرانسه برای بمباران لندن می‌رفتند. با این وجود پیشنهاد نیروی هوایی بریتانیا برای حمله به اهداف نزدیک‌تر و دست‌یافتنی‌تر همچون ناحیه صنعتی رور، نیز با مخالفت قابل توجهی مواجه شد. به هر حال تصمیم بر این شد که حملات هوایی به برلین ادامه پیدا کند اما اهداف دقیق‌تری را هدف بگیرد. بر این مبنا شیوه‌نامه‌ای موسوم به «فرمان زمستان» با صدور در روز ۲۱ سپتامبر سال ۱۹۴۰ اهدافی را که می‌بایست بمباران می‌شدند را دقیقاً مشخص و اولویت‌بندی کرد. تأسیسات تدارکاتی، نیروگاه‌ها، کارخانه‌های هواگردسازی، تولیدگاه‌های آلومینیوم و برخوردگاه‌های ریلی در زمره این اهداف بودند. این دستور عیناً مقرر کرده بود که «حملات باید همیشه در یک منطقه مسکونی متراکم با تمرکز بر بیشترین تخریب مادی انجام شود تا قدرت نیروهای بمباران ما را به دشمن نشان دهد.»
۲۳ سپتامبر ۱۹۴۰
دو روز پس از صدور این فرمان حملات هوایی بریتانیایی‌ها علیه از سر گرفته شد. پوستدام و جنوب غربی برلین شب ۲۳ سپتامبر هدف بمباران هواگردهای بریتانیایی قرار گرفتند.
۲۴ سپتامبر ۱۹۴۰
بریتانیایی‌ها شب ۲۴ سپتامبر سال ۱۹۴۰ چندین آرایش بمب‌افکن‌ها را با هم ترکیب کردند تا با ۱۱۹ هواگرد حمله بزرگی علیه برلین ترتیب دهند. این آرایش شامل تمامی هواگردهای ولینگتون و همپدن و همچنین تعداد زیادی هواگرد ویتلی بود. در راه مشکلات فنی حاصل از سرمای هوا سبب شد تعدادی از هواگردها از گروه جدا شوند و در نهایت ۸۴ هواگرد به ناحیه برلین رسید. بنابر مأموریت مقرر شده، بمب‌افکن‌های بریتانیایی نخست به مخازن گاز و نیروگاه‌های برق حمله کردند اما نتیجه خاصی به دست نیاوردند. بریتانیایی‌ها همچنین در بمباران فرودگاه تمپلهوف و تأسیسات خط آهن آن ناموفق بودند. آتش سنگین ضدهوایی هواگردهای گروه را از یکدیگر جدا کرد و بعضی از آن‌ها در دسته‌های چندتایی پخش شدند.
نخستین آتش‌سوزی‌ها در منطقه موآبیت ایجاد شد. به هر حال یک گازانبار در شارلوتنبورک منهدم شد. بمب‌ها چندین آپارتمان را با برخورد مستقیم تخریب و ۲۲ نفر را زنده به گور کردند. کاخ شارلوتنبورگ برای نخستین بار در جنگ آسیب دید.
یکی از هواگردهای ولینگتون از اسکادران ۳۱۱ نیروی هوایی بریتانیا با آسیب در قسمت موتور، وادار به فرود اضظراری در هلند شد. آلمانی‌ها هواگرد را تقریباً به شکل سالم به غنیمت گرفتند اما خدمه آن گریخته و مخفی شدند.
۲۵ سپتامبر ۱۹۴۰
بریتانیایی‌ها شب ۲۵ سپتامبر نواحی اطراف دریاچه پلوتسن در حومه شمال غربی برلین را بمباران کردند که به مرگ ۱۰ نفر انجامید.
تا پایان ماه سپتامبر چهار بمباران دیگر در ناحیه برلین اتفاق افتاد. بمب‌افکن‌های بریتانیایی مجموعاً ۶۵۶ سورتی در ماه سپتامبر علیه برلین انجام دادند که بیشترین میزان در سال ۱۹۴۰ بود. تعداد هواگردهای عملیاتی که از پایگاه‌های هوایی بریتانیایی بدین منظور برمی‌خاستند تا پایان سال به مرور کاهش یافت.
۷ اکتبر ۱۹۴۰
بزرگ‌ترین حملات هوایی بریتانیایی‌ها تا این زمان از جنگ شب ۷/۸ اکتبر انجام گرفت که در آن هفت موج پیاپی به طرف برلین گسیل شدند. ساعت ۱۰:۳۰ شب آزیر خطر در برلین به صدا درآمد. هواگردهای بریتانیایی این شب در ارتفاع پایین پرواز می‌کردند و با چشم غیرمسلح ساکنان شهر قابل دیدن بودند. نقطه اصلی تمرکز حمله بر قسمت وستهافن و کانال اشپانداو در شمال غربی برلین بود. آتش‌سوزی‌هایی در خیابان بویسن ایجاد شد که البته اغلب به سرعت اطفا شد. علاوه بر ساختمان‌های مسکونی و فروشگاه‌ها، بیمارستان‌های شاریته و روبرت کوخ چندین بار مورد اصابت قرار گرفتند. بمباران حدود دو ساعت طول کشید. موج هواگردهای مهاجم در آخر با یکدیگر ترکیب شدند. به هر حال این بار هم تلفات انسانی نسبتاً کم بود. با وچود این که آلمانی‌ها روز بعد مدعی سرنگونی چندین بمب‌افکن شدند، در حقیقت تنها یک هواگرد با آتش توپ ضدهوایی سنگین منهدم شد.
۱۵ اکتبر ۱۹۴۰
پس از چند روز توقف، حمله هوایی بعدی بریتانیایی‌ها به برلین روز ۱۵ اکتبر انجام گرفت. پدیداری بمب‌افکن‌ها اندکی پس از ساعت ۱۱ شب صدای آژیر را در پایتخت بلند کرد. بمب‌هایی بر روی بیمارستان ویرشوو افتادند. دو بمب در پایگاه ۱ چاله‌های بزرگی درست کردند و لوله‌های آب را ترکاندند. همان شب موج دیگری از بمب‌افکن‌ها فرا رسیدند و بمب‌هایی را بدون هدف بر برلین ریختند. بخشی‌هایی از جناح ۱ شکاری شبانه لوفت‌وافه برخاستند تا هواگردهای دشمن را رهگیری کنند. هنوز هیچ ابزار جست‌وجویی بر جنگنده‌های آلمانی نصب نشده بود و خلبان‌ها می‌بایست با چشم خود در تاریکی شب به دنبال اهداف می‌گشتند. به هر شکل ستوان دوم لوتویش بکر توانست یک بمب‌افکن ولینگتون را سرنگون کند. بریتانیایی‌ها مجموعاً سه هواگرد را از دست دادند.
۲۱ اکتبر ۱۹۴۰
بریتانیایی‌ها حمله دو مرحله‌ای شبانه را ۲۱ اکتبر تکرار کردند. صدای آژیر خطر ساعت ۱۲:۱۳ دقیقه نیمه‌شب به هوا بلند شد و دو ساعت طول کشید. بمب‌افکن‌ها این بار بخش‌هایی جنوبی شهر را هدف گردند. آتش‌سوزی‌هایی در شونبرک، ویلمرسدورف، اشتگلیتس و دالم زبانه کشید. خسارت انسانی و مادی بیش از حملات پیشین بود.
تا این زمان از جنگ در اثر بمباران‌های بریتانیایی‌ها در برلین حدود ۵۰۰ نفر کشته و ۱٬۶۰۰ آپارتمان کاملاً تخریب شده بود.
۲۴ اکتبر ۱۹۴۰
آژیر خطر روز ۲۴ اکتبر برای سه ساعت فعال بود. به بخش‌هایی از ویلمرسدورف دوباره حمله شد که محله مجاور شمارگندورف نیز از آن اثر برداشت. دود زیادی در اثر آتش‌سوزی در گرونه‌والت و شارلوتنبورک آسمان را پوشاند.
۲۵ اکتبر ۱۹۴۰
طولانی‌ترین آژیر خطر تا این زمان از جنگ شب ۲۵ اکتبر زده شد که از ساعت ۱۲:۵۷ نیمه‌شب برای چهار و نیم ساعت فعال بود. البته بمب‌افکن‌های بریتانیایی تمام این مدت بر فرار شهر نبودند؛ بلکه در موج‌های پی‌درپی می‌آمدند و هر موج مدت نسبتاً طولانی را در در آسمان برلین بود. بمب‌ها بیشتر در ویلمرسدورف، بریتس و نویکلن انداخته شد. آتش یک‌سره ضدهوایی‌ها فقط دو هواگرد را هنگام نزدیک شدن آن‌ها به شهر سرنگون کرد.
نوامبر ۱۹۴۰
به منظور هدف گرفتن نقاط حساس‌تر، در جریان ماه نوامبر چندین «حمله آزمایشی» به برلین انجام شد. چند یگان رزمی کوچک بریتانیایی برلین و چند شهر دیگر آلمان را همزمان بمباران کردند. در هر مورد خلبانان یک نقطه اصلی را برمی‌گزیدند که کم‌وبیش در مرکز شهر بود و از پیش شناسایی شده بود. در یکی از این عملیات‌های کوچک چند بمب اطراف بیمارستان ویرشوو افتاد که خسارت چندانی دربر نداشت. پس از این حملات آزمایشی فرمانی که ماه سپتامبر برای نیروی هوایی بریتانیایی صادر شده بود، اصلاح شد. دیگر محدودیت‌هایی که برای حملات دقیق مطرح شده بود در کار نبود و حملات هوایی بریتانیایی‌ها با «بی‌رحمی» بیشتری علیه آلمان مخصوصا در برلین انجام می‌گرفت. عمل به این رویکرد جدید نیروی هوایی بریتانیا از میانه ماه دسامبر علیه چند شهر دیگر آلمان آغاز شد.
۱۵ نوامبر ۱۹۴۰
دوازده هواگرد بریتانیایی روز ۱۵ نوامبر یکی از این حملات آزمایشی را به اجرا گذاشتند. در این بین سه هواگرد از دست رفت. یکی از آن‌ها یک بمب‌افکن ولینگتون دقیقا در مرکز شهر با آتش ضدهوایی سرنگون شد.
۲۱ دسامبر ۱۹۴۰
آخرین حمله هوایی بریتانیایی‌ها در سال ۱۹۴۰ علیه برلین، در ساعاتی غیرمعمول، سپیده‌دم ۲۱ دسامبر صورت گرفت. آژیر هشدار ساعت ۴:۴۳ بامداد به صدا درآمد. حدود دو ساعت بعد بمب‌های انفجاری و آتش‌زا بر شهر فرو ریخت. احتمالا در اثر یک مشکل فنی آژیر هشدار ساعت ۶:۵۳ صبح قطع شد اما دوباره پنج دقیقه بعد فعال شد. آژیر خطر اندکی پیش از ساعت ۷:۳۰ صبح در نهایت قطع شد. در همین بمباران مناطق وِدینگ و راینیکندورف بیشترین آسیب را دیدند. خسارات شدیدی هم به ویلمرسدورف و شارلوتنبورک وارد آمد. چند برخورد مستقیم چند آپارتمان را در اطراف الکساندر پلاتس تخریب کرد. تعداد زیادی بمب در لوستگارتن، یک بخش تاریخی در مرکز برلین افتاد و به ساختمان‌های تاریخی آسیب زد. در این بمباران مجموعاً ۶ نفر کشته و ۱۷ نفر زخمی شدند. بریتانیایی‌ها هم دو هواگرد را به همراه خدمه آن از دست دادند.
در هر حال، تا بدین جای جنگ برلین در مجموع آسیب چندانی از بمباران‌های بریتانیایی‌ها ندیده بود. آلمانی‌ها نسبت به آینده جنگ هوایی امیدوار بودند و کمتر کسی نگران تشدید آن بود. جمع‌آوری بقایای بمب‌ها و ترکش‌های مهمات ضدهوایی استفاده شده در بمباران‌ها، به‌خصوص توسط کودکان، کاری معمول بود. مدارس و مراکز خدماتی حملات هوایی، از این فرصت برای آموزش افراد دربارهٔ خطرات این بمب‌ها و مهمات و چگونگی برخورد با آن‌ها استفاده می‌کردند. دوره‌هایی برای یاددهی خنثی کردن بمب‌های آتش‌زا برای عموم برگزار شد. به مرور بودن کیسه شن، سطل آب و پتوی ضدآتش در هر ساختمانی به یک ضرورت بدل شد و انجمن پدافند هوایی سرکشی‌هایی از این بابت انجام می‌داد.
با فرا رسیدن بهار مرحله دوم حملات هوایی بریتانیایی‌ها علیه برلین به اتمام رسید. در مقابل، آلمانی‌ها به مقدار چشمگیری از عملیات‌های هوایی خود علیه جزیره بریتانیا کاستند. عمده دلیل این مسئله شب‌های کوتاه بهاره بود که خطر بیشتری برای بمب‌افکن‌های کم‌سرعت بریتانیایی داشت. به هر حال در طول این مدت توقف بریتانیایی تعداد بیشتری هواگرد تولید کردند و خدمه برای آن‌ها آموزش دادند. همچنین تجربیات به‌دست آمده در از این چند ماه عملیات مورد ارزیابی قرار گرفت.

### ۱۹۴۱
در طول سال ۱۹۴۱ مجموعاً ۳۱ بار صدای آژیر خطر حمله هوایی در برلین به صدا درآمد. به هر شکل، هیچ حمله هوایی از آغاز سال تا میانه ماه مارس صورت نگرفت.
۱۳ مارس ۱۹۴۱
نخستین حمله هوایی بریتانیایی‌ها به برلین در سال ۱۹۴۱ در شب ۱۳ مارس اتفاق افتاد که محله‌های شونبرک، شمارگندورف و ویلمرسدورف را هدف گرفت. این حمله هوایی پنج ساعت به طول انجامید. چندین خط آهن تخریب و فعالیت قطار شهری برلین موقتاً متوقف شد. چندین خانه و آپارتمان در آتش سوخت.
۲۳ مارس ۱۹۴۱
ساکنان برلین چهار دقیقه پیش از نیمه‌شب ۲۳ مارس با آژیر هشدار حمله هوایی راهی پناهگاه شدند. آژیر تا ساعت ۵ صبح در صدا بود.